# Георгиевка (Томская область)
Георгиевка — деревня в Томском районе Томской области России. Входит в состав Наумовского сельского поселения.

## География
Деревня находится в юго-восточной части Томской области, в пределах подтаёжно-лесостепного района таёжной зоны, к северу от места впадения реки Кантес в реку Самуську, на расстоянии примерно 18 километров (по прямой) к северу от города Томска. Абсолютная высота — 108 метров над уровнем моря.
Часовой пояс
Деревня Георгиевка, как и вся Томская область, находится в часовой зоне МСК+4. Смещение применяемого времени относительно UTC составляет +7:00.

## История
Основана в 1894 году. По данным 1926 года в деревне имелось 31 хозяйство и проживало 142 человека (в основном — русские). В административном отношении являлась центром Георгиевского сельсовета Томского Томского округа Сибирского края.

## Население
| 2002 | 2008 | 2009 | 2010 | 2011 | 2012 | 2013 |
| ---- | ---- | ---- | ---- | ---- | ---- | ---- |
| 24   | →24  | ↘23  | ↗33  | ↗39  | ↘38  | ↗41  |
| 2014 | 2015 | 2021 |      |      |      |      |
| ↘36  | →36  | ↗60  |      |      |      |      |

Половой состав
По данным Всероссийской переписи населения 2010 года в гендерной структуре населения мужчины составляли 33,3 %, женщины — соответственно 66,7 %.
Национальный состав
Согласно результатам переписи 2002 года, в национальной структуре населения русские составляли 88 %.

## Улицы
Уличная сеть деревни состоит из одной улицы (ул. Песчаная).